# アデラ・ヘリッチ
アデラ・ヘリッチ（Adela Helić、1990年2月4日 - ）はセルビアの元女子バレーボール選手。現役時代のポジションはオポジット。元セルビア代表。

## 来歴
- クラブチーム

プリイェポリエ出身。2006年、ŽOK Spartakに入団。7年間在籍し、2009/10、2011/12、2012/13シーズンのセルビア国内リーグで準優勝した。また、2011/12、2012/13シーズンはベストオポジット賞を受賞した。2013年、Crvena Zvezdaへ移籍し、2013/14シーズンはセルビアカップで優勝しMVPに選ばれた。2015年、ポーランドのMKS Muszynianka Muszynaへ移籍し、1年間プレーした。2016年9月、KSディヴェロプレス・ジェシュフと契約し、2016/17シーズンのポーランドタウロンリーガで3位となった。2018年10月、フランスのRCカンヌへの移籍が発表され、2018/19シーズンのフランスリーグAで優勝を果たした。2019年6月、ポーランドのEnerga MKS Kaliszと契約し、1年間プレーした。2021年6月、ドイツのSCポツダムへの移籍が発表され、2021/22シーズンのブンデスリーガで準優勝した。2022/23シーズンは再びCrvena Zvezdaでプレーし、2023年に現役を引退した。
- 代表チーム

アンダーカテゴリーの代表として、2008年のU-20欧州選手権に出場した。2013年、シニアのセルビア代表に初選出され、同年のヨーロッパリーグに出場した。

## 受賞歴
- 2012年　2011/12セルビアリーグ　ベストオポジット賞
- 2013年　2012/13セルビアリーグ　ベストオポジット賞
- 2014年　セルビアカップ MVP
- 2015年　2014/15セルビアリーグ　ベストオポジット賞

## 所属クラブ
- ŽOK Spartak（2006-2013年）
- Crvena Zvezda（2013-2015年）
- MKS Muszynianka Muszyna（2015-2016年）
- KSディヴェロプレス・ジェシュフ（2016-2018年）
- RCカンヌ（2018-2019年）
- Energa MKS Kalisz（2019-2020年）
- KNRC（2020-2021年）
- SCポツダム（2021-2022年）
- Crvena Zvezda（2022-2023年）